# مكسيبوس
مكسيبوس هو نظام نقل سريع بالحافلات (BRT) يقع في جزء مدينة مكسيكو الكبرى من ولاية المكسيك والذي يحيط بمدينة مكسيكو سيتي
يتم تشغيله بواسطة ترانماسسيفو اس.ايه (الخطين الأول والرابع)، و ترانسكوكومونيكادور إس (الخط الثاني) وRed de Transporte de Oriente SA de CV (الخط الثالث)  اعتبارًا من مارس 2023 هناك أربعة خطوط بطول إجمالي يبلغ 78 كيلومتر (48 ميل) ومئةوخمسون محطة تقع في إيكاتيبيك وتيكاماك ونيزاهوالكويوتل وتشيمالهواكان وتشيكولوبان وكواكالكو وتولتيتلان وكواوتيتلان إيزكالي وتلانيبانتلا الشرقية وزومبانغو وكلها في ولاية المكسيك وثلاثة محطات في مكسيكو سيتي في فينوستيانو كارانزا وغوستافو . أ. أحياء ماديرو .

## روابط خارجية
- (Line I)
- (Line II)
- (Line III)
- mexibusl4 على تويتر. (Line IV)